# Biantes pernepalicus
Biantes pernepalicus is een hooiwagen uit de familie Biantidae. De wetenschappelijke naam van Biantes pernepalicus gaat terug op J. Martens.